# Понизов
Понизо́в — деревня в составе Вендорожского сельсовета Могилёвского района Могилёвской области Республики Беларусь.

## Географическое положение
Ближайшие населённые пункты: Концы, Копейное, Воротынщина.
Ближайший остановочный пункт на железной дороге — Понизов (линия Могилёв — Осиповичи).